# Tiris Zemmour

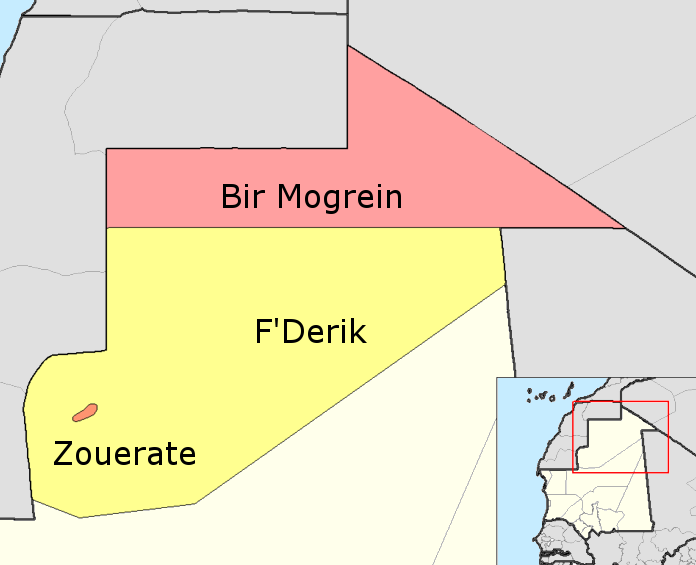
Départements in Tiris Zemmour

Tiris Zemmour (arabisch ولاية تيرس زمور, DMG Wilāyat Tīris Zammūr) ist die zwölfte der 15 Verwaltungsregionen des westafrikanischen Staates Mauretanien sowie die nördlichste und eine der größten Regionen des Landes.
Hauptstadt ist Zouérat (الزويرات). Tiris Zemmour gliedert sich in die drei Départements F’Dérik (افديرك), Bir Moghrein (بئر أم قرين) und Zouérat (الزويرات).
Tiris Zemmour grenzt im Nordosten an Algerien, an Mali im Osten, an die Westsahara im Norden und Westen, sowie an die mauretanische Verwaltungsregion Adrar (أدرار) im Süden.
Der Kediet Ijill zwischen Zouérat und F’dérik ist mit 915 Metern der höchste Berg des Landes. Das dortige Eisenerzvorkommen wird auf der Bahnstrecke Nouadhibou–M’Haoudat zum Verladehafen nach Nouadhibou gebracht.
Die Bevölkerungszahl der Region hat in den Jahren 2000 bis 2023 von 41.121 auf 79.129 Einwohner zugenommen.

## Geschichte
Bis August 1979 existierte auch eine Provinz West-Tiris (ولاية تيرس الغربية) mit dem Hauptort ad-Dakhla als Folge der im Rahmen des Abkommens von Madrid  im Jahr 1975 erfolgten Teilung der Westsahara in einen marokkanisch und einen mauretanisch besetzten Teil. Vier Tage nach der Anerkennung der Republik Arabische Westsahara (RASD) und der Übergabe dieser Provinz an den POLISARIO als politischer Führung der RASD stieß Marokko nach Süden vor und besetzte auch diesen Teil des Landes.